# World Team Cup 2009
De ARAG World Team Cup 2009  werd gehouden van 17 tot en met 23 mei 2009 in het Duitse Düsseldorf. Het was de tweeëndertigste editie van het tennistoernooi tussen landen. Dit toernooi bestaat uit twee singlepartijen en één dubbelpartij.
De Servië wonnen voor de eerste keer.

## Groepsfase

### Blauwe Groep

#### Stand
| Pos. | Land       | W | V | Wedstr. | Sets   |
| ---- | ---------- | - | - | ------- | ------ |
| 1.   | Servië     | 3 | 0 | 7 – 2   | 14 – 5 |
| 2.   | Argentinië | 2 | 1 | 7 - 2   | 13 – 5 |
| 3.   | Italië     | 1 | 2 | 3 – 6   | 6 – 13 |
| 4.   | Rusland    | 0 | 3 | 1 – 8   | 4 – 14 |

#### Wedstrijden
| Rusland                               | - | Italië                           | 1 - 2              |
| ------------------------------------- | - | -------------------------------- | ------------------ |
| Evgeny Korolev                        | - | Andreas Seppi                    | 6-4, 6-4           |
| Stanislav Vovk                        | - | Simone Bolelli                   | 6-71, 2-6          |
| Evgeny Korolev Stanislav Vovk         | - | Simone Bolelli Andreas Seppi     | 7-64, 3-6, [4-10]  |
| Argentinië                            | - | Servië                           | 1 - 2              |
| Máximo González                       | - | Viktor Troicki                   | 4-6, 1-6           |
| Juan Mónaco                           | - | Janko Tipsarević                 | 6-4, 7-68          |
| Juan Mónaco Juan Martín del Potro     | - | Viktor Troicki Nenad Zimonjić    | 6-4, 6-74, [8-10]  |
| Rusland                               | - | Servië                           | 0 - 3              |
| Stanislav Vovk                        | - | Janko Tipsarević                 | 2-6, 4-6           |
| Evgeny Korolev                        | - | Viktor Troicki                   | 2-6, 2-6           |
| Evgeny Korolev Stanislav Vovk         | - | Viktor Troicki Nenad Zimonjić    | 1-6, 1-6           |
| Argentinië                            | - | Italië                           | 3 - 0              |
| Juan Martín del Potro                 | - | Andreas Seppi                    | 6-3, 6-4           |
| Máximo González                       | - | Simone Bolelli                   | 6-3, 5-7, 6-4      |
| Máximo González Juan Martín del Potro | - | Simone Bolelli Andreas Seppi     | 6-2, 6-3           |
| Argentinië                            | - | Rusland                          | 3 - 0              |
| Juan Martín del Potro                 | - | Igor Andrejev                    | 6-3, 7-64          |
| Máximo González                       | - | Evgeny Korolev                   | 6-3, 3-6, 6-3      |
| Máximo González Juan Martín del Potro | - | Evgeny Korolev Dmitri Toersoenov | 2-2 opgave Rusland |
| Servië                                | - | Italië                           | 2 - 1              |
| Viktor Troicki                        | - | Andreas Seppi                    | 1-6, 4-6           |
| Janko Tipsarević                      | - | Francesco Piccari                | 6-3, 6-2           |
| Viktor Troicki Nenad Zimonjić         | - | Francesco Piccari Andreas Seppi  | 6-0, 7-65          |

### Rode Groep

#### Stand
| Pos. | Land             | W | V | Wedstr. | Sets    |
| ---- | ---------------- | - | - | ------- | ------- |
| 1.   | Duitsland        | 3 | 0 | 7 – 2   | 15 – 8  |
| 2.   | Zweden           | 2 | 1 | 5 – 4   | 13 – 10 |
| 3.   | Verenigde Staten | 1 | 2 | 4 – 5   | 11 – 13 |
| 4.   | Frankrijk        | 0 | 3 | 2 – 7   | 8 – 16  |

#### Wedstrijden
| Duitsland                        | - | Verenigde Staten                 | 2 - 1              |
| -------------------------------- | - | -------------------------------- | ------------------ |
| Rainer Schüttler                 | - | Sam Querrey                      | 6-2, 4-6, 2-6      |
| Philipp Kohlschreiber            | - | Robby Ginepri                    | 6-75, 7-64, 6-0    |
| Nicolas Kiefer Mischa Zverev     | - | Mardy Fish Sam Querrey           | 4-6, 6-4 [10-1]    |
| Frankrijk                        | - | Zweden                           | 1 - 2              |
| Gilles Simon                     | - | Robin Söderling                  | 6-4, 2-6, 0-6      |
| Jo-Wilfried Tsonga               | - | Andreas Vinciguerra              | 4-6, 6-3, 6-4      |
| Jérémy Chardy Jo-Wilfried Tsonga | - | Robert Lindstedt Robin Söderling | 2-6, 6-3, [7-10]   |
| Duitsland                        | - | Frankrijk                        | 3 - 0              |
| Rainer Schüttler                 | - | Gilles Simon                     | 6-4, 6-4           |
| Philipp Kohlschreiber            | - | Jo-Wilfried Tsonga               | 6-72, 6-3, 6-3     |
| Nicolas Kiefer Mischa Zverev     | - | Jérémy Chardy Gilles Simon       | 6-0, 6-4           |
| Verenigde Staten                 | - | Zweden                           | 1 - 2              |
| Sam Querrey                      | - | Robin Söderling                  | 2-6, 2-6           |
| Robby Ginepri                    | - | Andreas Vinciguerra              | 5-7, 4-6           |
| Mardy Fish Sam Querrey           | - | Robert Lindstedt Robin Söderling | 2-6, 6-2, [10-3]   |
| Frankrijk                        | - | Verenigde Staten                 | 1 - 2              |
| Gilles Simon                     | - | Sam Querrey                      | 5-7, 3-6           |
| Jo-Wilfried Tsonga               | - | Robby Ginepri                    | 3-6, 6-2, 6-4      |
| Jérémy Chardy Gilles Simon       | - | Mardy Fish Sam Querrey           | 6-2, 4-6, [7-10]   |
| Zweden                           | - | Duitsland                        | 1 - 2              |
| Robin Söderling                  | - | Rainer Schüttler                 | 6-0, 6-0           |
| Andreas Vinciguerra              | - | Philipp Kohlschreiber            | 1-6, 2-6           |
| Robert Lindstedt Robin Söderling | - | Nicolas Kiefer Mischa Zverev     | 6-74, 6-4, [11-13] |

## Finale
| Servië                        | - | Duitsland                    | 2 - 1            |
| ----------------------------- | - | ---------------------------- | ---------------- |
| Viktor Troicki                | - | Rainer Schüttler             | 6-4, 7-65        |
| Janko Tipsarević              | - | Philipp Kohlschreiber        | 6-2, 6-4         |
| Viktor Troicki Nenad Zimonjić | - | Nicolas Kiefer Mischa Zverev | 5-7, 6-4, [7-10] |